# Amero
Az Amero az Európai Unió közös pénzének, az eurónak a teoretizált amerikai változata. Bevezetése esetén az USA, Mexikó és Kanada törvényes fizetőeszköze lenne, lecserélve az amerikai dollárt, a kanadai dollárt és a mexikói pesót. A három kormány nem erősítette meg, hogy közös pénznemre vonatkozó terveik lennének.
A megvalósítás azt jelentené, hogy a három ország feladná jelenlegi valutaegységét és egy új, kifejezetten erre a célra létrehozott valutaegységet vezetne be (az elmélet egyes változatai szerint csak az Egyesült Államok és Kanada lenne benne). Az unió hipotetikus valutáját leggyakrabban amero néven emlegetik. Az elképzelés mintájául az Európai Unió közös valutája (az euró) szolgál.

## Támogatás

### Kanada
Az egyik érv szerint Kanada akár 3 milliárd dollárt is megtakaríthatna a valutatranzakciók során. Ugyanezek a szerzők azt is állították, hogy Kanada GDP-je akár 33%-kal is nőhetne 20 év alatt, ha bevezetnék a közös valutát.
A közös valuta ötlete történelmileg népszerűtlen volt az angol nyelvű Kanadában, szemben Québec francia nyelvű tartományával, ahol nagyobb támogatást kapott. Egy 2001-es közvélemény-kutatás szerint Québecben a megkérdezettek több mint 50%-a támogatta a közös valuta ötletét, míg Kanada többi részén a megkérdezettek többsége ellenezte az ötletet.

### Támogatás más régiókban
Amerikában már korábban is gyakoroltak alacsonyabb szintű valuta-együttműködést. Néhány nemzet, például Argentína és Brazília időnként az amerikai dollárhoz kötötte a valutáját. Néhányan, például Aruba, a Bahamák, Barbados és a Kelet-karibi Szervezet még mindig ezt teszik.
Az amerikai dollárt hivatalosan El Salvadorban (2001 óta), Costa Ricában, Nicaraguában, Peruban, Hondurasban, Panamában, a Bermudákon és Barbadoson fogadják el a helyi valuták mellett, és a gyakorlatban ezek közül két ország (El Salvador és Panama) teljesen dollárral rendelkezik. 2000-ben Ecuador hivatalosan elfogadta az amerikai dollárt egyedüli valutájaként. Kanada néhány területén az amerikai dollár a kanadai dollár mellett elfogadható fizetőeszközként, különösen a határátkelőhelyek közelében. Erre a hatásra példa az Ontario állambeli Niagara-vízesés, ahol nagyszámú amerikai turista fordul meg (a vállalkozások politikájuktól függően továbbra sem fogadják el az amerikai valutát). Ugyanez igaz a kanadai dollárra is számos amerikai városban az Egyesült Államok és Kanada határának közelében.